# Latin American Poker Tour Saison 3
Résultats et tournois de la saison 3 du Latin American Poker Tour (LAPT).

## Résultats et tournois

### LAPT 3 Playa Conchal
- Lieu : Paradisus Playa Conchal Resort, Playa Conchal,  Costa Rica[1]
- Prix d'entrée : 2 700 $[1]
- Date : Du 19 au 22 novembre 2009[1]
- Nombre de joueurs :  259
- Prize Pool : 628 075 $
- Nombre de places payées :  40

| Place | Nom                      | Prix      |
| ----- | ------------------------ | --------- |
| 1er   | Amer Sulaiman            | 172 095 $ |
| 2e    | Sol Bergren              | 100 492 $ |
| 3e    | Rogelio Pardo            | 61 551 $  |
| 4e    | Éric Lévesque            | 45 221 $  |
| 5e    | Francis-Nicolas Bouchard | 32 660 $  |
| 6e    | Darren Keyes             | 26 380 $  |
| 7e    | Carlos Girón             | 20 098 $  |
| 8e    | Patrick de Koster        | 13 818 $  |

### LAPT 3 Punta del Este
- Lieu : Mantra Resort Spa Casino, Punta del Este,  Uruguay[2]
- Prix d'entrée : 3 700 $[2]
- Date : Du 24 au 27 février 2010[2]
- Nombre de joueurs :  307
- Prize Pool : 1 042 060 $
- Nombre de places payées :  48

| Place | Nom                   | Prix      |
| ----- | --------------------- | --------- |
| 1er   | José Ignacio Barbero  | 279 330 $ |
| 2e    | Nicolas Cardyn        | 161 550 $ |
| 3e    | Andrés Korn           | 99 020 $  |
| 4e    | Norbert Ludger        | 72 960 $  |
| 5e    | Daniela Zapiello      | 52 110 $  |
| 6e    | Marco Aurelio Caicedo | 41 690 $  |
| 7e    | Bernardo Dias         | 31 270 $  |
| 8e    | Román Suárez          | 20 850 $  |

### LAPT 3 Lima
- Lieu : Atlantic City Casino, Lima,  Pérou[3]
- Prix d'entrée : 2 700 $[3]
- Date : Du 2 au 5 juin 2010[3]
- Nombre de joueurs :  384
- Prize Pool : 931 200 $
- Nombre de places payées :  48

| Place | Nom                     | Prix      |
| ----- | ----------------------- | --------- |
| 1er   | José Ignacio Barbero    | 250 000 $ |
| 2e    | Benjamin Barrows        | 144 000 $ |
| 3e    | Erick Cabrera           | 88 400 $  |
| 4e    | Ismael Cádiz            | 65 100 $  |
| 5e    | Sílvio Ferreira Martins | 46 500 $  |
| 6e    | René Aguilar            | 37 300 $  |
| 7e    | Carlos Herrera          | 28 000 $  |
| 8e    | Valerio Valera          | 18 600 $  |

### LAPT 3 Florianópolis
- Lieu : Costão do Santinho Resort, Florianópolis,  Brésil[4]
- Prix d'entrée : 2 700 BRL[4]
- Date : Du 5 au 8 août 2010[4]
- Nombre de joueurs :  364
- Prize Pool : 1 624 200 BRL
- Nombre de places payées :  48

| Place | Nom                           | Prix        |
| ----- | ----------------------------- | ----------- |
| 1er   | Matthias Habernig             | 435 000 BRL |
| 2e    | Dayan Vardanega               | 251 700 BRL |
| 3e    | Alexandre Martins             | 154 000 BRL |
| 4e    | Miguel Fernando Velasco Hoyos | 113 700 BRL |
| 5e    | Robson Kozan                  | 81 300 BRL  |
| 6e    | André Scaff                   | 65 000 BRL  |
| 7e    | Rodrigo Scartezini            | 48 700 BRL  |
| 8e    | Rudy Blondeau                 | 32 480 BRL  |

### LAPT 3 Rosario Grand Finale
- Lieu : City Center Casino, Rosario,  Argentine[5]
- Prix d'entrée : 5 000 $[5]
- Date : 23 septembre 2010[5]
- Nombre de joueurs :  258
- Prize Pool : 1 176 200 $
- Nombre de places payées :  40

| Place | Nom               | Prix      |
| ----- | ----------------- | --------- |
| 1er   | Martin Sansour    | 322 280 $ |
| 2e    | Bolívar Palacios  | 188 200 $ |
| 3e    | Daniel Ades       | 115 270 $ |
| 4e    | William Ross      | 84 690 $  |
| 5e    | Roberto Bianchi   | 61 160 $  |
| 6e    | Matthias Habernig | 49 400 $  |
| 7e    | Ivan Saul         | 37 640 $  |
| 8e    | Nicolás Fierro    | 25 880 $  |